# Rússia nos Jogos Olímpicos de Inverno de 2010
A Rússia participou dos Jogos Olímpicos de Inverno de 2010, realizados em Vancouver, no Canadá. Foi a quinta aparição do país em Olimpíadas de Inverno, após competir anteriormente como União Soviética e Equipe Unificada (1992).
No total, o país voltou com 15 medalhas, sendo apenas três delas de ouro. Essa performance foi a pior da história desde a queda da  União Soviética. O resultado ruim foi muito criticado na Rússia, o que levou o presidente Dmitri Medvedev ordenar a demissão das autoridades responsáveis pela performance. Dois dias depois o presidente do Comitê Olímpico Russo, Leonid Tiagatchev, apresentou seu pedido de demissão, assim como o ministro dos esportes Gennady Alyoshin, duas semanas depois.
A Rússia será o próximo país sede dos Jogos Olímpicos de Inverno de 2014 em Sóchi.

### 

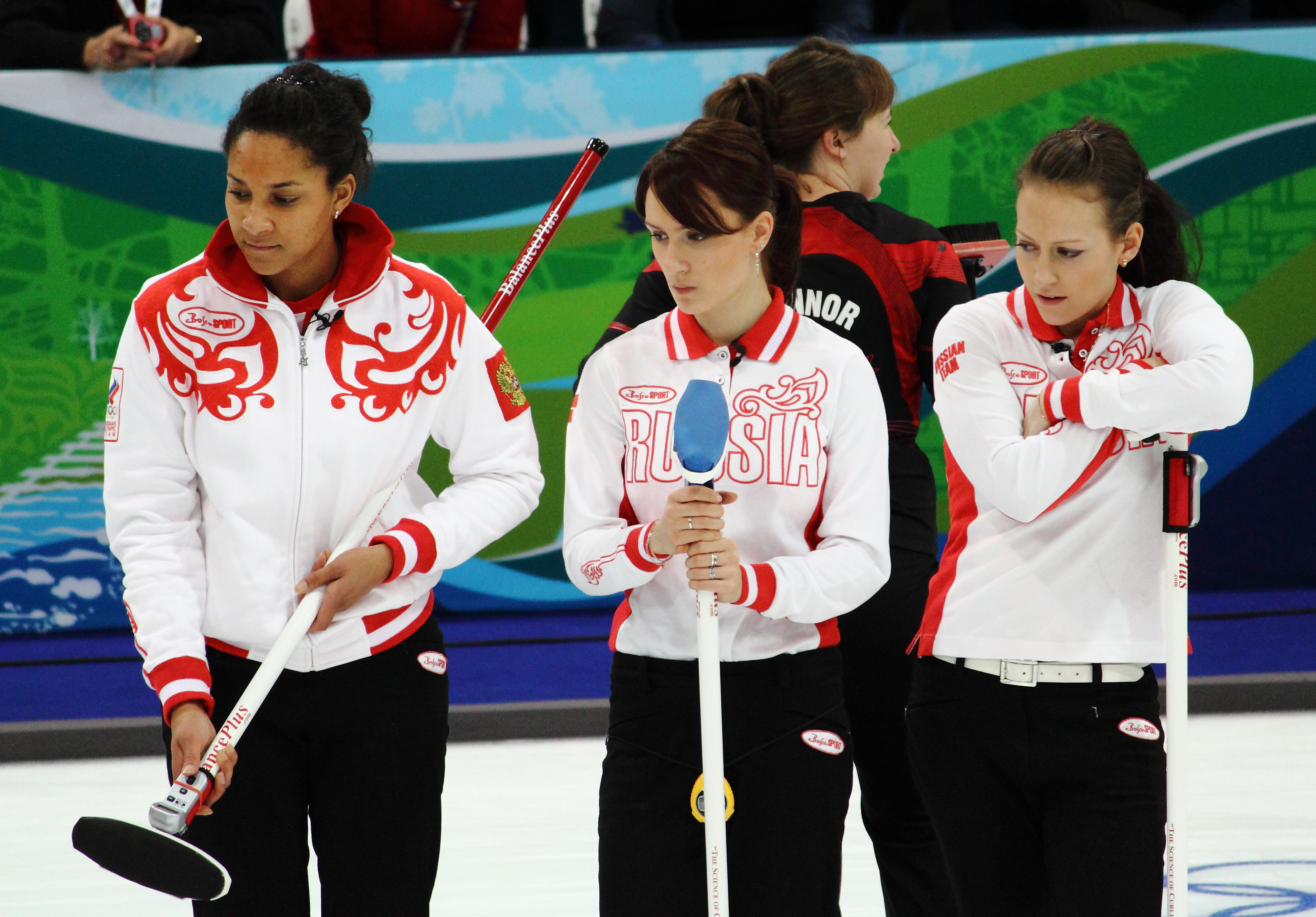
Equipe feminina durante os Jogos.

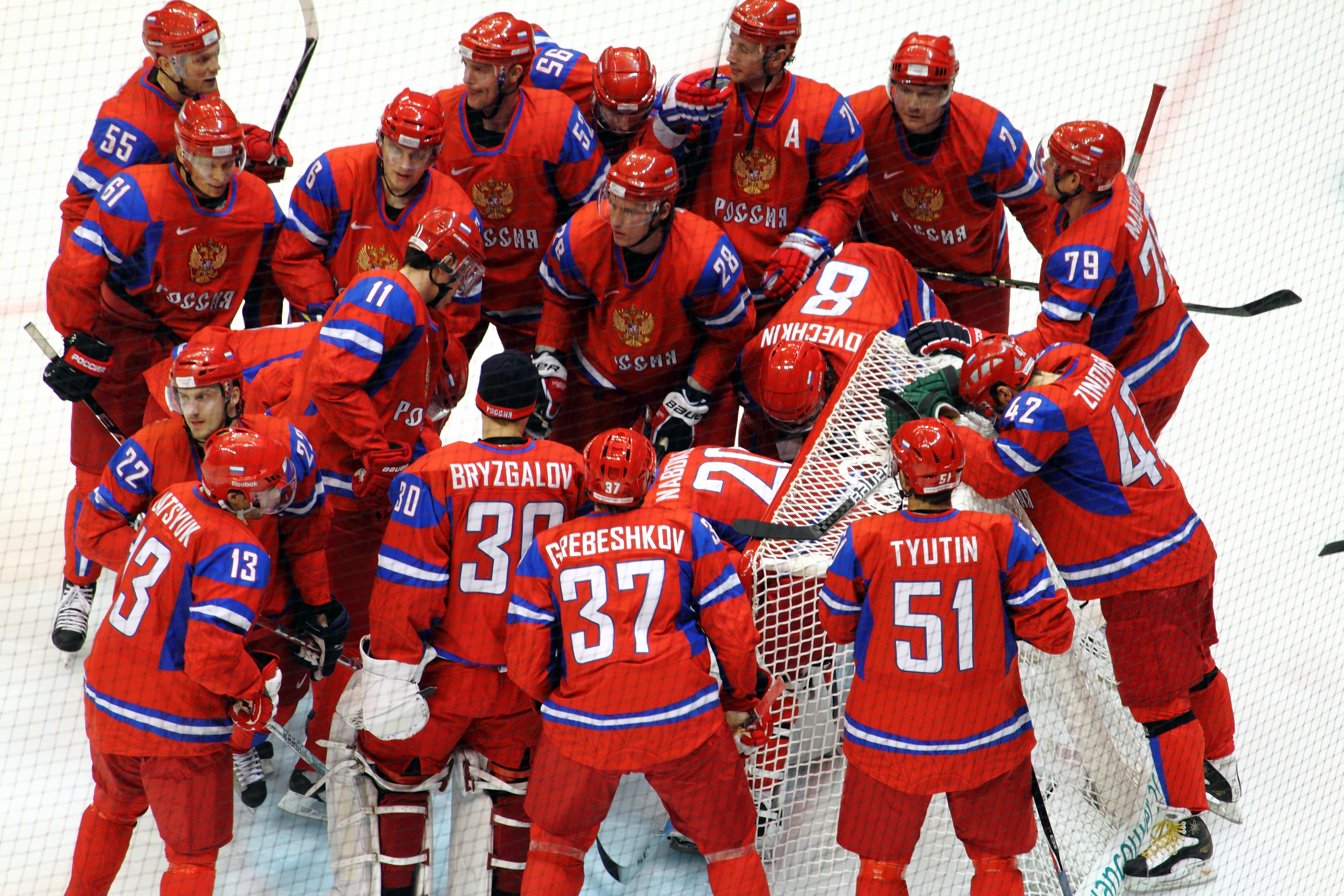
Equipe masculina durante o jogo contra a Letônia.

## Medalhas

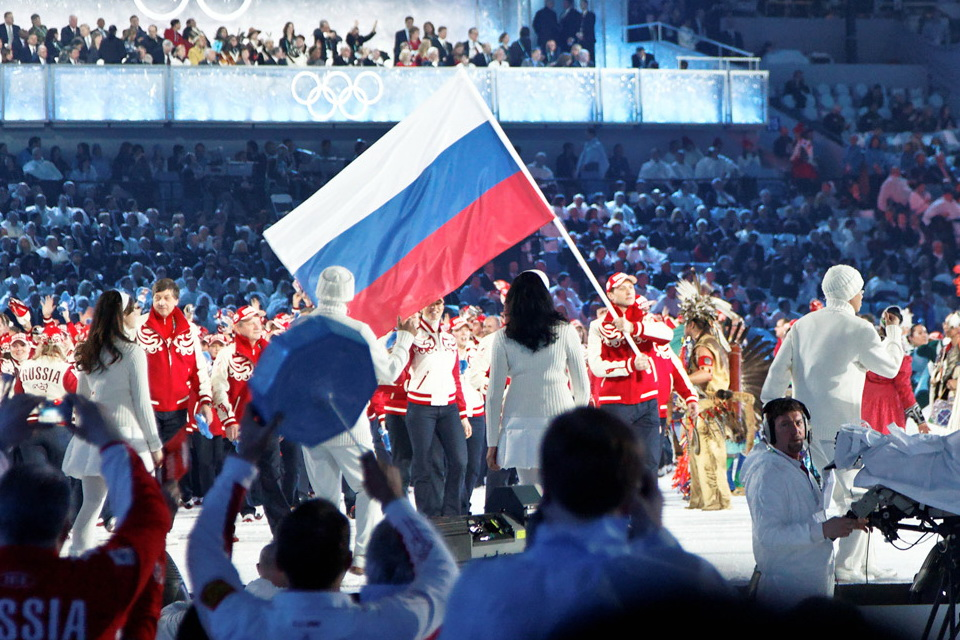
Delegação russa durante a cerimônia de abertura.

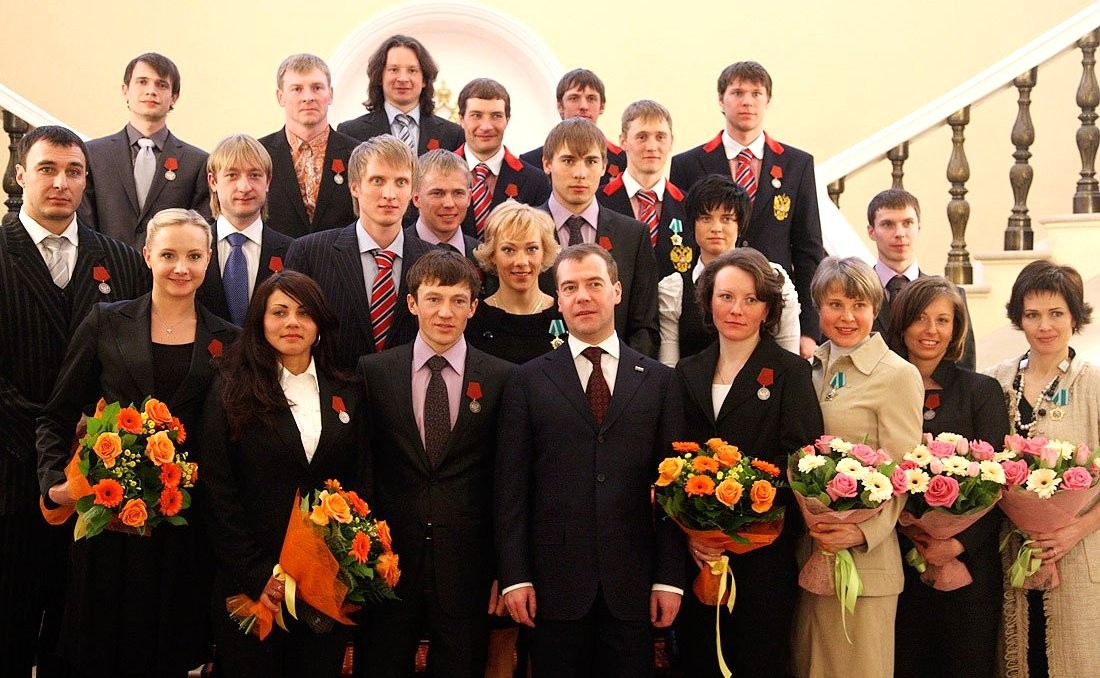
Primeiro-ministro Dmitri Medvedev recebe os medalhistas olímpicos do país.

| Atleta                                                                  | Esporte                 | Evento                           | Medalha |
| ----------------------------------------------------------------------- | ----------------------- | -------------------------------- | ------- |
| Nikita Kriukov                                                          | Esqui cross-country     | Velocidade individual masculino  | Ouro    |
| Evgeny Ustyugov                                                         | Biatlo                  | Largada coletiva masculina       | Ouro    |
| Svetlana Sleptsova Anna Bogaliy-Titovets Olga Medvedtseva Olga Zaitseva | Biatlo                  | Revezamento feminino             | Ouro    |
| Alexander Panzhinskiy                                                   | Esqui cross-country     | Velocidade individual masculino  | Prata   |
| Evgeni Plushenko                                                        | Patinação artística     | Individual masculino             | Prata   |
| Olga Zaitseva                                                           | Biatlo                  | Largada coletiva feminina        | Prata   |
| Ivan Skobrev                                                            | Patinação de velocidade | 10000 m masculino                | Prata   |
| Ekaterina Ilyukhina                                                     | Snowboard               | Slalom gigante paralelo feminino | Prata   |
| Ivan Skobrev                                                            | Patinação de velocidade | 5000 m masculino                 | Bronze  |
| Alexander Tretiakov                                                     | Skeleton                | Masculino                        | Bronze  |
| Alexandr Zubkov Alexey Voyevoda                                         | Bobsleigh               | Duplas masculinas                | Bronze  |
| Irina Khazova Natalya Korostelyova                                      | Esqui cross-country     | Velocidade por equipes feminino  | Bronze  |
| Nikolay Morilov Alexey Petukhov                                         | Esqui cross-country     | Velocidade por equipes masculino | Bronze  |
| Oksana Domnina Maxim Shabalin                                           | Patinação artística     | Dança no gelo                    | Bronze  |
| Ivan Tcherezov Anton Shipulin Maxim Tchoudov Evgeny Ustyugov            | Biatlo                  | Revezamento masculino            | Bronze  |

## Desempenho

### Biatlo
Feminino
| Atleta                                                                  | Evento            | Final     | Final       | Final            |
| Atleta                                                                  | Evento            | Tempo     | Penalidades | Posição          |
| ----------------------------------------------------------------------- | ----------------- | --------- | ----------- | ---------------- |
| Anna Bogaliy-Titovets                                                   | Individual        | 43:46.3   | 3 (1+0+1+1) | 25º              |
| Anna Boulygina                                                          | Velocidade        | 20:07.7   | 0 (0+0)     | 4º               |
| Anna Boulygina                                                          | Perseguição       | 31:08.1   | 1 (0+1+0+0) | 6º               |
| Anna Boulygina                                                          | Largada coletiva  | 39:17.2   | 8 (4+1+2+1) | 30º              |
| Olga Medvedtseva                                                        | Velocidade        | 21:01.6   | 1 (1+0)     | 22º              |
| Olga Medvedtseva                                                        | Perseguição       | 32:31.9   | 3 (0+0+2+1) | 20º              |
| Olga Medvedtseva                                                        | Individual        | 43:25.9   | 2 (2+0+0+0) | 21º              |
| Olga Medvedtseva                                                        | Largada coletiva  | 35:40.8   | 0 (0+0+0+0) | 4º               |
| Iana Romanova                                                           | Individual        | 46:41.0   | 4 (1+0+2+1) | 56º              |
| Svetlana Sleptsova                                                      | Velocidade        | 20:43.1   | 0 (0+0)     | 13º              |
| Svetlana Sleptsova                                                      | Perseguição       | 32:06.9   | 3 (1+0+0+2) | 18º              |
| Svetlana Sleptsova                                                      | Largada coletiva  | 36:23.3   | 3 (0+2+0+1) | 14º              |
| Olga Zaitseva                                                           | Velocidade        | 20:23.4   | 0 (0+0)     | 7º               |
| Olga Zaitseva                                                           | Perseguição       | 31:20.3   | 2 (0+1+1+0) | 7º               |
| Olga Zaitseva                                                           | Individual        | 43:46.8   | 3 (2+1+0+0) | 26º              |
| Olga Zaitseva                                                           | Largada coletiva  | 35:25.1   | 1 (0+0+1+0) | Medalha de prata |
| Svetlana Sleptsova Anna Bogaliy-Titovets Olga Medvedtseva Olga Zaitseva | Revezamento 4x5km | 1:09:36.3 | 0+2 0+3     | Medalha de ouro  |

Masculino
| Atleta                                                       | Evento              | Final     | Final       | Final             |
| Atleta                                                       | Evento              | Tempo     | Penalidades | Posição           |
| ------------------------------------------------------------ | ------------------- | --------- | ----------- | ----------------- |
| Nikolay Kruglov                                              | Individual          | 50:40.4   | 0 (0+0+0+0) | 11º               |
| Anton Shipulin                                               | Velocidade          | 26:18.7   | 1 (0+1)     | 30º               |
| Anton Shipulin                                               | Perseguição         | 35:34.4   | 3 (0+1+2+0) | 20º               |
| Anton Shipulin                                               | Individual          | 52:51.7   | 3 (3+0+0+0) | 36º               |
| Anton Shipulin                                               | Largada coletiva    | 37:04.7   | 3 (1+0+1+1) | 22º               |
| Ivan Tcherezov                                               | Velocidade          | 25:25.9   | 2 (1+1)     | 10º               |
| Ivan Tcherezov                                               | Perseguição         | 34:29.6   | 2 (1+0+1+0) | 6º                |
| Ivan Tcherezov                                               | Individual          | 50:56.7   | 3 (1+0+2+0) | 15º               |
| Ivan Tcherezov                                               | Largada coletiva    | 36:09.2   | 3 (0+2+0+1) | 6º                |
| Maxim Tchoudov                                               | Velocidade          | 27:28.0   | 2 (1+1)     | 63º               |
| Evgeny Ustyugov                                              | Velocidade          | 25:47.9   | 2 (0+2)     | 15º               |
| Evgeny Ustyugov                                              | Perseguição         | 35:07.4   | 4 (1+1+2+0) | 15º               |
| Evgeny Ustyugov                                              | Individual          | 49:11.8   | 1 (0+0+0+1) | 4º                |
| Evgeny Ustyugov                                              | Largada coletiva    | 35:35.7   | 0 (0+0+0+0) | Medalha de ouro   |
| Ivan Tcherezov Anton Shipulin Maxim Tchoudov Evgeny Ustyugov | Revezamento 4x7,5km | 1:22:16.9 | 0+0 0+4     | Medalha de bronze |

### Bobsleigh
Feminino
| Atleta                             | Evento | Final      | Final      | Final      | Final      | Final   | Final |
| Atleta                             | Evento | 1ª corrida | 2ª corrida | 3ª corrida | 4ª corrida | Total   | Pos.  |
| ---------------------------------- | ------ | ---------- | ---------- | ---------- | ---------- | ------- | ----- |
| Olga Fyodorova Yulia Timofeeva     | Duplas | 54.40      | 55.21      | 54.40      | 57.39      | 3:41.40 | 18º   |
| Anastasiya Skulkina Elena Doronina | Duplas | 54.38      | 53.64      | 54.08      | 53.83      | 3:35.93 | 9º    |

Masculino
| Atleta                                                                  | Evento  | Final      | Final      | Final      | Final      | Final   | Final             |
| Atleta                                                                  | Evento  | 1ª corrida | 2ª corrida | 3ª corrida | 4ª corrida | Total   | Pos.              |
| ----------------------------------------------------------------------- | ------- | ---------- | ---------- | ---------- | ---------- | ------- | ----------------- |
| Alexandr Zubkov Alexey Voyevoda                                         | Duplas  | 51.79      | 52.02      | 51.80      | 51.90      | 3:27.51 | Medalha de bronze |
| Dmitry Abramovitch Sergey Prudnikov                                     | Duplas  | 52.03      | 52.40      | 52.11      | 51.92      | 3:28.46 | 7°                |
| Dmitry Abramovitch Roman Oreshnikov Sergey Prudnikov Dmitriy Stepushkin | Equipes | 51.32      | 51.40      | 51.78      | 51.75      | 3:26.25 | 9º                |
| Alexandr Zubkov Filipp Yegorov Petr Moiseev Dmitry Trunenkov            | Equipes | 52.52      | DNS        | DNS        | DNS        | DNS     | DNS               |
| Yevgeni Popov Alexey Kireev Denis Moiseychenkov Andrey Yurkov           | Equipes | 51.49      | 51.16      | 51.67      | 51.81      | 3:26.13 | 8º                |

### Combinado nórdico
| Atleta             | Evento            | Salto de esqui | Salto de esqui | Cross-country | Cross-country | Cross-country |
| Atleta             | Evento            | Pts            | Pos.           | Déficit       | Tempo         | Pos.          |
| ------------------ | ----------------- | -------------- | -------------- | ------------- | ------------- | ------------- |
| Sergej Maslennikov | Pista normal 10km | 111.5          | 32°            | +1:36         | +3:42.2       | 45°           |
| Sergej Maslennikov | Pista longa 10km  | 101.2          | 21º            | +1:43         | +3:52.8       | 36°           |
| Niyaz Nabeev       | Pista longa 10km  | 95.3           | 26º            | +2:07         | +5:09.7       | 43°           |

### Curling
Feminino
| Equipe                                                                             | Primeira fase | Primeira fase | Semifinal              | Final                  | Pos.        |
| Equipe                                                                             | Adversário e resultado | Pos.          | Adversário e resultado | Adversário e resultado | Pos.        |
| ---------------------------------------------------------------------------------- | --- | ------------- | ---------------------- | ---------------------- | ----------- |
| Ludmila Privivkova Anna Sidorova Nkeiruka Ezekh Ekaterina Galkina Margarita Fomina | GER Alemanha D 5–9 DEN Dinamarca V 7–3 GBR Grã-Bretanha D 3–10 USA Estados Unidos D 4–6 SUI Suíça D 5–8 SWE Suécia V 10–1 JPN Japão D 9–12 CHN China V 7–4 CAN Canadá D 3–7 | 9º            | Não avançou            | Não avançou            | Não avançou |

### Esqui alpino
Feminino
| Atleta           | Evento         | Corrida 1 | Corrida 2 | Total   | Pos. |
| ---------------- | -------------- | --------- | --------- | ------- | ---- |
| Elena Prosteva   | Downhill       |           |           | 1:50.07 | 26º  |
| Elena Prosteva   | Combinado      | DNF       | DNF       | DNF     | DNF  |
| Elena Prosteva   | Slalom         | 54.20     | 54.14     | 1:48.34 | 28º  |
| Elena Prosteva   | Super-G        |           |           | 1:24.43 | 24º  |
| Elena Prosteva   | Slalom gigante | DNF       | DNF       | DNF     | DNF  |
| Lyaysan Rayanova | Slalom         | 55.13     | 55.69     | 1:50.82 | 33º  |
| Lyaysan Rayanova | Super-G        |           |           | DNF     | DNF  |
| Lyaysan Rayanova | Slalom gigante | 1:20.37   | 1:16.58   | 2:36.95 | 37º  |

Masculino
| Atleta              | Evento         | Corrida 1 | Corrida 2 | Total   | Pos. |
| ------------------- | -------------- | --------- | --------- | ------- | ---- |
| Alexandr Horoshilov | Downhill       |           |           | 1:59.21 | 45º  |
| Alexandr Horoshilov | Combinado      | 1:56.77   | 52.51     | 2:49.28 | 21º  |
| Alexandr Horoshilov | Slalom         | 50.50     | 52.32     | 1:42.82 | 23º  |
| Alexandr Horoshilov | Super-G        |           |           | 1:32.84 | 28º  |
| Alexandr Horoshilov | Slalom gigante | 1:21.28   | 1:24.08   | 2:45.36 | 38º  |
| Sergei Maitakov     | Slalom         | DNF       | DNF       | DNF     | DNF  |
| Sergei Maitakov     | Super-G        |           |           | DNF     | DNF  |
| Sergei Maitakov     | Slalom gigante | 1:21.13   | 1:24.53   | 2:45.66 | 42º  |
| Stepan Zuev         | Downhill       |           |           | 2:00.58 | 54º  |
| Stepan Zuev         | Combinado      | 1:57.23   | 52.52     | 2:49.75 | 23º  |
| Stepan Zuev         | Slalom         | DNF       | DNF       | DNF     | DNF  |
| Stepan Zuev         | Super-G        |           |           | 1:34.13 | 36º  |
| Stepan Zuev         | Slalom gigante | 1:26.32   | 1:33.41   | 2:59.73 | 64º  |

### Esqui cross-country
Feminino
| Atleta                                                                | Evento                 | Qualificatória | Qualificatória | Quartas-de-final | Quartas-de-final | Semifinal   | Semifinal   | Final       | Final             |
| Atleta                                                                | Evento                 | Tempo          | Pos.           | Tempo            | Pos.             | Tempo       | Pos.        | Tempo       | Pos.              |
| --------------------------------------------------------------------- | ---------------------- | -------------- | -------------- | ---------------- | ---------------- | ----------- | ----------- | ----------- | ----------------- |
| Irina Khazova                                                         | 10 km livre            |                |                |                  |                  |             |             | 26:08.7     | 20º               |
| Irina Khazova                                                         | Perseguição combinada  |                |                |                  |                  |             |             | 41:56.1     | 13º               |
| Natalya Korostelyova                                                  | 10 km livre            |                |                |                  |                  |             |             | 26:07.0     | 19º               |
| Natalya Korostelyova                                                  | Velocidade             | 3:45.56        | 14º            | 3:42.9           | 2º               | 3:48.1      | 6º          | Não avançou | Não avançou       |
| Yevgeniya Medvedeva                                                   | 10 km livre            |                |                |                  |                  |             |             | 25:26.5     | 7º                |
| Yevgeniya Medvedeva                                                   | Perseguição combinada  |                |                |                  |                  |             |             | 43:59.6     | 39º               |
| Olga Rocheva                                                          | Perseguição combinada  |                |                |                  |                  |             |             | 42:30.5     | 26º               |
| Olga Rocheva                                                          | Largada coletiva       |                |                |                  |                  |             |             | 1:37:15.5   | 29º               |
| Olga Rocheva                                                          | Velocidade             | 3:53.87        | 40º            | Não avançou      | Não avançou      | Não avançou | Não avançou | Não avançou | Não avançou       |
| Olga Schuchkina                                                       | Largada coletiva       |                |                |                  |                  |             |             | 1:38:30.3   | 37º               |
| Yevgeniya Shapovalova                                                 | Velocidade             | 3:49.52        | 26º            | 3:43.2           | 6º               | Não avançou | Não avançou | Não avançou | Não avançou       |
| Elena Turysheva                                                       | Velocidade             | 3:51.99        | 35º            | Não avançou      | Não avançou      | Não avançou | Não avançou | Não avançou | Não avançou       |
| Olga Zavyalova                                                        | 10 km livre            |                |                |                  |                  |             |             | 25:57.7     | 12º               |
| Olga Zavyalova                                                        | Perseguição combinada  |                |                |                  |                  |             |             | 41:38.3     | 12º               |
| Olga Zavyalova                                                        | Largada coletiva       |                |                |                  |                  |             |             | 1:34:46.3   | 22º               |
| Irina Khazova Natalya Korostelyova                                    | Velocidade por equipes |                |                |                  |                  | 18:48.0     | 5º          | 18:07.7     | Medalha de bronze |
| Olga Zavyalova Irina Khazova Yevgeniya Medvedeva Natalya Korostelyova | Revezamento 4x5 km     |                |                |                  |                  |             |             | 57:00.9     | 7º                |

Masculino
| Atleta                                                          | Evento                 | Qualificatória | Qualificatória | Quartas-de-final | Quartas-de-final | Semifinal   | Semifinal   | Final       | Final             |
| Atleta                                                          | Evento                 | Tempo          | Pos.           | Tempo            | Pos.             | Tempo       | Pos.        | Tempo       | Pos.              |
| --------------------------------------------------------------- | ---------------------- | -------------- | -------------- | ---------------- | ---------------- | ----------- | ----------- | ----------- | ----------------- |
| Mikhail Devyatyarov                                             | Velocidade             | 3:38.82        | 16º            | 3:35.3           | 4º               | 3:37.6      | 4º          | Não avançou | Não avançou       |
| Nikita Kriukov                                                  | Velocidade             | 3:36.46        | 4º             | 3:37.2           | 2º               | 3:34.6      | 3º          | 3:36.3      | Medalha de ouro   |
| Alexander Legkov                                                | 15 km livre            |                |                |                  |                  |             |             | 34:51.1     | 15º               |
| Alexander Legkov                                                | Perseguição combinada  |                |                |                  |                  |             |             | 1:15:15.4   | 4º                |
| Alexander Legkov                                                | Largada coletiva       |                |                |                  |                  |             |             | 2:05:53.3   | 14º               |
| Nikolay Morilov                                                 | Velocidade             | 3:40.22        | 23º            | 3:40.2           | 6º               | Não avançou | Não avançou | Não avançou | Não avançou       |
| Sergei Novikov                                                  | Perseguição combinada  |                |                |                  |                  |             |             | 1:22:44.3   | 43º               |
| Nikolay Pankratov                                               | Perseguição combinada  |                |                |                  |                  |             |             | 1:19:48.9   | 32º               |
| Alexander Panzhinskiy                                           | Velocidade             | 3:34.57        | 1º             | 3:36.4           | 1º               | 3:34.3      | 1º          | 3:36.3      | Medalha de prata  |
| Petr Sedov                                                      | 15 km livre            |                |                |                  |                  |             |             | 35:06.2     | 26º               |
| Petr Sedov                                                      | Largada coletiva       |                |                |                  |                  |             |             | 2:07:35.4   | 24º               |
| Sergey Shiryayev                                                | 15 km livre            |                |                |                  |                  |             |             | 35:14.5     | 31º               |
| Sergey Shiryayev                                                | Largada coletiva       |                |                |                  |                  |             |             | DNF         | DNF               |
| Maxim Vylegzhanin                                               | 15 km livre            |                |                |                  |                  |             |             | 34:31.6     | 9º                |
| Maxim Vylegzhanin                                               | Perseguição combinada  |                |                |                  |                  |             |             | 1:17:04.2   | 17º               |
| Maxim Vylegzhanin                                               | Largada coletiva       |                |                |                  |                  |             |             | 2:05:46.4   | 8º                |
| Nikolay Morilov Alexey Petukhov                                 | Velocidade por equipes |                |                |                  |                  | 18:47.6     | 1º          | 19:02.5     | Medalha de bronze |
| Nikolay Pankratov Petr Sedov Alexander Legkov Maxim Vylegzhanin | Revezamento 4x10 km    |                |                |                  |                  |             |             | 1:47:04.7   | 8º                |

### Esqui estilo livre
Feminino
| Atleta               | Evento | Preliminar | Preliminar | Final  | Final |
| Atleta               | Evento | Pontos     | Pos.       | Pontos | Pos.  |
| -------------------- | ------ | ---------- | ---------- | ------ | ----- |
| Ekaterina Stolyarova | Moguls | 23.01      | 10º        | 23.55  | 7º    |
| Regina Rakhimova     | Moguls | 21.01      | 19º        | 22.70  | 9º    |
| Marina Cherkasova    | Moguls | 20.92      | 20º        | 21.09  | 13º   |
| Daria Serova         | Moguls | 21.08      | 18º        | 20.84  | 5º    |

| Atleta           | Evento    | Preliminar | Preliminar | Oitavas | Quartas     | Semifinal   | Final       | Final       |
| Atleta           | Evento    | Tempo      | Pos.       | Posição | Posição     | Posição     | Posição     | Pos.        |
| ---------------- | --------- | ---------- | ---------- | ------- | ----------- | ----------- | ----------- | ----------- |
| Yulia Livinskaya | Ski cross | 1:22.83    | 32º        | 4º      | Não avançou | Não avançou | Não avançou | Não avançou |

Masculino
| Atleta              | Evento  | Preliminar | Preliminar | Final       | Final       |
| Atleta              | Evento  | Pontos     | Pos.       | Pontos      | Pos.        |
| ------------------- | ------- | ---------- | ---------- | ----------- | ----------- |
| Alexandr Smyshlyaev | Moguls  | 23.65      | 14º        | 24.38       | 10º         |
| Andrey Volkov       | Moguls  | 21.95      | 25º        | Não avançou | Não avançou |
| Denis Dolgodvorov   | Moguls  | 23.09      | 18º        | 23.59       | 13º         |
| Sergey Volkov       | Moguls  | 12.22      | 28º        | Não avançou | Não avançou |
| Dmitry Marushchak   | Aerials | 194.96     | 20º        | Não avançou | Não avançou |
| Yury Shapkin        | Aerials | DNS        | DNS        | Não avançou | Não avançou |

| Atleta        | Evento    | Preliminar | Preliminar | Oitavas | Quartas     | Semifinal   | Final       | Final       |
| Atleta        | Evento    | Tempo      | Pos.       | Posição | Posição     | Posição     | Posição     | Pos.        |
| ------------- | --------- | ---------- | ---------- | ------- | ----------- | ----------- | ----------- | ----------- |
| Egor Korotkov | Ski cross | 1:14.54    | 20º        | 3º      | Não avançou | Não avançou | Não avançou | Não avançou |

### Hóquei no gelo
Feminino
| Equipe | Equipe | Fase de grupos                                                | Fase de grupos | Semifinal                                | Final                               | Pos. |
| Equipe | Equipe | Adversário e resultado                                        | Pos.           | Adversário e resultado                   | Adversário e resultado              | Pos. |
| --- | --- | ------------------------------------------------------------- | -------------- | ---------------------------------------- | ----------------------------------- | ---- |
| Irina Gashennikova Maria Onolbayeva Anna Prugova Inna Dyubanok Alexandra Kapustina Alena Khomich Olga Permyakova Kristina Petrovskaya Anna Shchukina Svetlana Tkacheva Yekaterina Ananina | Tatiana Burina Yulia Deulina Iya Gavrilova Ekaterina Lebedeva Marina Sergina Yekaterina Smolentseva Olga Sosina Tatiana Sotnikova Svetlana Terenteva Alexandra Vafina | FIN Finlândia D 1–5 USA Estados Unidos D 0–13 CHN China V 2–1 | 3º (Gr. B)     | Classificação 5º-8º SVK Eslováquia V 4–2 | Disputa de 5º lugar SUI Suíça D 1–2 | 6º   |

Masculino
| Equipe | Equipe | Fase de grupos                                                   | Fase de grupos | Play-off               | Quartas-de-final       | Semifinal              | Final                  | Pos.        |
| Equipe | Equipe | Adversário e resultado                                           | Pos.           | Adversário e resultado | Adversário e resultado | Adversário e resultado | Adversário e resultado | Pos.        |
| --- | --- | ---------------------------------------------------------------- | -------------- | ---------------------- | ---------------------- | ---------------------- | ---------------------- | ----------- |
| Ilya Bryzgalov Evgeni Nabokov Semyon Varlamov Sergei Gonchar Denis Grebeshkov Dmitri Kalinin Konstantin Korneyev Andrei Markov Ilya Nikulin Fedor Tyutin Anton Volchenkov Maxim Afinogenov | Pavel Datsyuk Sergei Fedorov Ilya Kovalchuk Viktor Kozlov Evgeni Malkin Aleksey Morozov Alexander Ovechkin Alexander Radulov Alexander Semin Danis Zaripov Sergei Zinovjev | LAT Letônia V 8–2 SVK Eslováquia D 1–2 CZE República Checa V 4–2 | 1º (Gr. B)     |                        | CAN Canadá D 3–7       | Não avançou            | Não avançou            | Não avançou |

### Luge
Feminino
| Atleta              | Evento     | Final      | Final      | Final      | Final      | Final    | Final |
| Atleta              | Evento     | 1ª corrida | 2ª corrida | 3ª corrida | 4ª corrida | Total    | Pos.  |
| ------------------- | ---------- | ---------- | ---------- | ---------- | ---------- | -------- | ----- |
| Alexandra Rodionova | Individual | 41.828     | 41.731     | 41.984     | 41.913     | 2:47.456 | 6º    |
| Tatiana Ivanova     | Individual | 41.816     | 41.601     | 41.914     | 41.850     | 2:47.181 | 4º    |
| Natalia Khoreva     | Individual | 41.932     | 41.785     | 42.175     | 42.092     | 2:47.984 | 10º   |

Masculino
| Atleta                                | Evento     | Final      | Final      | Final      | Final      | Final    | Final |
| Atleta                                | Evento     | 1ª corrida | 2ª corrida | 3ª corrida | 4ª corrida | Total    | Pos.  |
| ------------------------------------- | ---------- | ---------- | ---------- | ---------- | ---------- | -------- | ----- |
| Albert Demtschenko                    | Individual | 48.590     | 48.579     | 48.769     | 48.467     | 3:14.405 | 4º    |
| Viktor Kneib                          | Individual | 48.899     | 48.862     | 49.224     | 48.747     | 3:15.272 | 12º   |
| Stepan Fedorov                        | Individual | 49.214     | 48.859     | 49.123     | 49.021     | 3:16.217 | 19º   |
| Vladislav Yuzhakov Vladimir Makhnutin | Duplas     | 41.798     | 41.948     |            |            | 1:23.746 | 10º   |
| Mikhail Kuzmich Stanislav Mikheev     | Duplas     | 42.174     | 41.981     |            |            | 1:24.155 | 14º   |

### Patinação artística
| Atleta                          | Evento               | Programa curto | Programa curto | Programa longo | Programa longo | Total  | Total            |
| Atleta                          | Evento               | Pontos         | Pos.           | Pontos         | Pos.           | Pontos | Pos.             |
| ------------------------------- | -------------------- | -------------- | -------------- | -------------- | -------------- | ------ | ---------------- |
| Ksenia Makarova                 | Individual feminino  | 59.22          | 12º            | 112.69         | 9º             | 171.91 | 10º              |
| Alena Leonova                   | Individual feminino  | 62.14          | 8º             | 110.32         | 10º            | 172.46 | 9º               |
| Evgeni Plushenko                | Individual masculino | 90.85          | 1º             | 165.51         | 2º             | 256.36 | Medalha de prata |
| Artem Borodulin                 | Individual masculino | 72.24          | 13º            | 137.92         | 12º            | 210.16 | 13º              |
| Yuko Kavaguti Alexander Smirnov | Duplas               | 74.16          | 3º             | 120.61         | 7º             | 194.77 | 4º               |
| Maria Mukhortova Maxim Trankov  | Duplas               | 63.44          | 8º             | 122.35         | 5º             | 185.79 | 7º               |
| Vera Bazarova Yuri Larionov     | Duplas               | 56.54          | 12º            | 106.96         | 11º            | 163.50 | 11º              |

| Atletas                           | Evento        | Dança obrigatória | Dança obrigatória | Dança original | Dança original | Dança livre | Dança livre | Total  | Total             |
| Atletas                           | Evento        | Pts.              | Pos.              | Pts.           | Pos.           | Pts.        | Pos.        | Pts.   | Pos.              |
| --------------------------------- | ------------- | ----------------- | ----------------- | -------------- | -------------- | ----------- | ----------- | ------ | ----------------- |
| Oksana Domnina Maxim Shabalin     | Dança no gelo | 43.76             | 1º                | 62.84          | 3º             | 101.04      | 3º          | 207.64 | Medalha de bronze |
| Ekaterina Bobrova Dmitri Solovyev | Dança no gelo | 29.86             | 17º               | 50.61          | 15º            | 82.88       | 14º         | 163.35 | 15º               |
| Jana Khokhlova Sergei Novitski    | Dança no gelo | 37.18             | 7º                | 55.57          | 9º             | 93.11       | 8º          | 185.86 | 9º                |

### Patinação de velocidade
Feminino
| Atleta               | Evento | Corrida 1 | Corrida 1 | Corrida 2 | Corrida 2 | Final    | Final |
| Atleta               | Evento | Tempo     | Pos.      | Tempo     | Pos.      | Tempo    | Pos.  |
| -------------------- | ------ | --------- | --------- | --------- | --------- | -------- | ----- |
| Yekaterina Abramova  | 1500 m |           |           |           |           | 2:03.19  | 32º   |
| Olga Fatkulina       | 500 m  | 39.359    | 24º       | 39.077    | 21º       | 78.43    | 20º   |
| Olga Fatkulina       | 1000 m |           |           |           |           | 1:18.13  | 20º   |
| Svetlana Kaykan      | 500 m  | 39.422    | 27º       | 39.210    | 23º       | 78.63    | 22º   |
| Galina Likhachova    | 3000 m |           |           |           |           | 4:17.63  | 20º   |
| Yekaterina Lobysheva | 1000 m |           |           |           |           | 1:18.785 | 28º   |
| Yekaterina Lobysheva | 1500 m |           |           |           |           | 1:59.01  | 11º   |
| Yekaterina Malysheva | 500 m  | 39.782    | 32º       | 38.947    | 18º       | 78.72    | 24º   |
| Yekaterina Malysheva | 1000 m |           |           |           |           | 1:18.56  | 27º   |
| Yulia Nemaya         | 500 m  | 38.594    | 7º        | 108.446   | 36º       | DSQ      | DSQ   |
| Alla Shabanova       | 1500 m |           |           |           |           | 1:59.35  | 12º   |
| Yekaterina Shikhova  | 1000 m |           |           |           |           | 1:17.46  | 11º   |
| Yekaterina Shikhova  | 1500 m |           |           |           |           | 1:58.54  | 8º    |
| Svetlana Vysokova    | 3000 m |           |           |           |           | 4:16.91  | 14º   |
| Svetlana Vysokova    | 5000 m |           |           |           |           | 7:23.33  | 13º   |

| Equipe                                                                    | Evento                  | Quartas-de-final    | Semifinal        | Final                             | Final |
| Equipe                                                                    | Evento                  | Adversário Tempo    | Adversário Tempo | Adversário Tempo                  | Pos.  |
| ------------------------------------------------------------------------- | ----------------------- | ------------------- | ---------------- | --------------------------------- | ----- |
| Galina Likhachova Yekaterina Lobysheva Yekaterina Shikhova Alla Shabanova | Perseguição por equipes | POL Polônia D +1.96 | Não avançou      | Final D KOR Coreia do Sul V -0.49 | 7º    |

Masculino
| Atleta               | Evento  | Corrida 1 | Corrida 1 | Corrida 2 | Corrida 2 | Final    | Final             |
| Atleta               | Evento  | Tempo     | Pos.      | Tempo     | Pos.      | Tempo    | Pos.              |
| -------------------- | ------- | --------- | --------- | --------- | --------- | -------- | ----------------- |
| Yevgeny Lalenkov     | 500 m   | 36.420    | 36º       | 36.614    | 37º       | 73.03    | 36º               |
| Yevgeny Lalenkov     | 1000 m  |           |           |           |           | 1:10.14  | 11º               |
| Yevgeny Lalenkov     | 1500 m  |           |           |           |           | 1:47.06  | 11º               |
| Aleksandr Lebedev    | 500 m   | 36.144    | 30º       | 36.276    | 33º       | 72.42    | 32º               |
| Aleksandr Lebedev    | 1000 m  |           |           |           |           | 1:12.78  | 38º               |
| Aleksandr Lebedev    | 1500 m  |           |           |           |           | 1:52.09  | 36º               |
| Dmitry Lobkov        | 500 m   | 35.133    | 8º        | 35.335    | 15º       | 70.46    | 14º               |
| Dmitry Lobkov        | 1000 m  |           |           |           |           | 1:10.795 | 21º               |
| Alexander Rumyantsev | 5000 m  |           |           |           |           | DSQ      | DSQ               |
| Alexander Rumyantsev | 10000 m |           |           |           |           | 13:45.77 | 13º               |
| Ivan Skobrev         | 1500 m  |           |           |           |           | 1:46.42  | 4º                |
| Ivan Skobrev         | 5000 m  |           |           |           |           | 6:18.05  | Medalha de bronze |
| Ivan Skobrev         | 10000 m |           |           |           |           | 13:02.07 | Medalha de prata  |
| Timofey Skopin       | 500 m   | 36.482    | 37º       | 36.465    | 35º       | 72.94    | 35º               |
| Aleksey Yesin        | 1000 m  |           |           |           |           | 1:10.797 | 22º               |
| Aleksey Yesin        | 1500 m  |           |           |           |           | 1:48.65  | 21º               |

### Patinação de velocidade em pista curta
Feminino
| Atleta             | Evento      | Preliminar | Preliminar | Quartas     | Quartas     | Semifinal   | Semifinal   | Final       | Final       |
| Atleta             | Evento      | Tempo      | Pos.       | Tempo       | Pos.        | Tempo       | Pos.        | Tempo       | Pos.        |
| ------------------ | ----------- | ---------- | ---------- | ----------- | ----------- | ----------- | ----------- | ----------- | ----------- |
| Valeriya Potemkina | 500 metros  | 44.952     | 4º         | Não avançou | Não avançou | Não avançou | Não avançou | Não avançou | Não avançou |
| Valeriya Potemkina | 1000 metros | 1:36.438   | 4º         | Não avançou | Não avançou | Não avançou | Não avançou | Não avançou | Não avançou |
| Valeriya Potemkina | 1500 metros | 2:28.405   | 5º         |             |             | Não avançou | Não avançou | Não avançou | Não avançou |
| Nina Yevteyeva     | 1000 metros | 1:31.302   | 4º         | Não avançou | Não avançou | Não avançou | Não avançou | Não avançou | Não avançou |
| Nina Yevteyeva     | 1500 metros | 2:24.277   | 3º         |             |             | 2:25.414    | 6º          | Não avançou | Não avançou |
| Olga Belyakova     | 1500 metros | 2:26.762   | 6º         |             |             | Não avançou | Não avançou | Não avançou | Não avançou |

Masculino
| Atleta            | Evento      | Preliminar | Preliminar | Quartas     | Quartas     | Semifinal   | Semifinal   | Final       | Final       |
| Atleta            | Evento      | Tempo      | Pos.       | Tempo       | Pos.        | Tempo       | Pos.        | Tempo       | Pos.        |
| ----------------- | ----------- | ---------- | ---------- | ----------- | ----------- | ----------- | ----------- | ----------- | ----------- |
| Semion Elistratov | 500 metros  | 42.982     | 3º         | Não avançou | Não avançou | Não avançou | Não avançou | Não avançou | Não avançou |
| Semion Elistratov | 1000 metros | 1:27.254   | 3º         | Não avançou | Não avançou | Não avançou | Não avançou | Não avançou | Não avançou |
| Semion Elistratov | 1500 metros | 2:15.455   | 4º         |             |             | Não avançou | Não avançou | Não avançou | Não avançou |
| Ruslan Zakharov   | 500 metros  | 43.207     | 4º         | Não avançou | Não avançou | Não avançou | Não avançou | Não avançou | Não avançou |
| Ruslan Zakharov   | 1000 metros | 1:26.883   | 4º         | Não avançou | Não avançou | Não avançou | Não avançou | Não avançou | Não avançou |
| Ruslan Zakharov   | 1500 metros | 2:14.929   | 6º         |             |             | Não avançou | Não avançou | Não avançou | Não avançou |

### Salto de esqui
| Atleta                                                     | Evento                  | Preliminar | Preliminar | 1ª rodada   | 1ª rodada   | Final       | Final       | Final       |
| Atleta                                                     | Evento                  | Pontos     | Pos.       | Pontos      | Pos.        | Pontos      | Total       | Pos.        |
| ---------------------------------------------------------- | ----------------------- | ---------- | ---------- | ----------- | ----------- | ----------- | ----------- | ----------- |
| Dimitry Ipatov                                             | Pista normal individual | 113.5      | 33º        | 102.5       | 46º         | Não avançou | Não avançou | Não avançou |
| Dimitry Ipatov                                             | Pista longa individual  | 102.0      | 37º        | 63.9        | 47º         | Não avançou | Não avançou | Não avançou |
| Pavel Karelin                                              | Pista normal individual | 116.5      | 27º        | 111.5       | 33º         | Não avançou | Não avançou | Não avançou |
| Pavel Karelin                                              | Pista longa individual  | 119.3      | 24º        | 80.2        | 38º         | Não avançou | Não avançou | Não avançou |
| Denis Kornilov                                             | Pista normal individual | 117.0      | 26º        | 118.5       | 22º         | 114.0       | 232.5       | 26º         |
| Denis Kornilov                                             | Pista longa individual  | 127.6      | 14º        | 85.2        | 35º         | Não avançou | Não avançou | Não avançou |
| Ilya Rosliakov                                             | Pista normal individual | 104.5      | 45º        | Não avançou | Não avançou | Não avançou | Não avançou | Não avançou |
| Ilya Rosliakov                                             | Pista longa individual  | 101.1      | 38º        | 73.9        | 44º         | Não avançou | Não avançou | Não avançou |
| Pavel Karelin Denis Kornilov Ilya Rosliakov Dimitry Ipatov | Pista longa por equipes |            |            | 414.1       | 10º         | Não avançou | Não avançou | Não avançou |

### Skeleton
| Atleta              | Evento    | 1ª corrida | 2ª corrida | 3ª corrida | 4ª corrida | Total   | Pos.              |
| ------------------- | --------- | ---------- | ---------- | ---------- | ---------- | ------- | ----------------- |
| Svetlana Trunova    | Feminino  | 56.47      | 55.32      | 55.23      | 55.77      | 3:42.19 | 16º               |
| Elena Yudina        | Feminino  | 55.42      | 56.06      | 55.54      | 55.17      | 3:42.79 | 18º               |
| Alexander Tretiakov | Masculino | 52.70      | 53.05      | 52.30      | 52.70      | 3:30.75 | Medalha de bronze |
| Sergey Chudinov     | Masculino | 53.64      | 53.26      | 53.13      | 52.92      | 3:32.95 | 12º               |

### Snowboard
Slalom gigante paralelo
| Atleta                | Evento    | Preliminar | Preliminar | Oitavas                 | Quartas             | Semifinal                 | Final                                     | Final            |
| Atleta                | Evento    | Tempo      | Pos.       | Adversário Tempo        | Adversário Tempo    | Adversário Tempo          | Adversário Tempo                          | Pos.             |
| --------------------- | --------- | ---------- | ---------- | ----------------------- | ------------------- | ------------------------- | ----------------------------------------- | ---------------- |
| Ekaterina Tudegesheva | Feminino  | 1:23.72    | 5º         | GER A. Kober D DSQ      | Não avançou         | Não avançou               | Não avançou                               | Não avançou      |
| Ekaterina Ilyukhina   | Feminino  | 1:23.43    | 4º         | USA M. Gorgone V -0.21  | GER A. Kober V DSQ  | AUT M. Kreiner V -0.14    | NED N. Sauerbreij D +0.23                 | Medalha de prata |
| Alena Zavarzina       | Feminino  | 1:25.51    | 17º        | Não avançou             | Não avançou         | Não avançou               | Não avançou                               | Não avançou      |
| Svetlana Boldykova    | Feminino  | 1:26.66    | 24º        | Não avançou             | Não avançou         | Não avançou               | Não avançou                               | Não avançou      |
| Stanislav Detkov      | Masculino | 1:18.29    | 11º        | CAN M. Lambert V -12.05 | SUI S. Schoch V DSQ | CAN J-J. Anderson D +1.72 | Disputa pelo bronze FRA M. Bozzetto D DSQ | 4º               |

Snowboard cross
| Atleta          | Evento    | Preliminar | Preliminar | Oitavas | Quartas | Semifinal   | Final       | Final       |
| Atleta          | Evento    | Tempo      | Pos.       | Posição | Posição | Posição     | Posição     | Pos.        |
| --------------- | --------- | ---------- | ---------- | ------- | ------- | ----------- | ----------- | ----------- |
| Andrey Boldykov | Masculino | 1:23.28    | 20º        | 1º      | 3º      | Não avançou | Não avançou | Não avançou |

Legenda
| Recorde mundial      | Recorde mundial (World record)               |                       | Recorde africano                      | Recorde africano (African) |                                           | Q | Classificado por posição (Qualified) |
| Recorde olímpico     | Recorde olímpico (Olympic record)            | Recorde da América    | Recorde da América (Americas)         | q                          | Classificado por melhor tempo (Qualified) |   |                                      |
| Melhor marca do ano  | Melhor marca do ano (World leading)          | Recorde asiático      | Recorde asiático (Asian)              | DNS                        | Não largou (Did not start)                |   |                                      |
| Recorde nacional     | Recorde nacional (National record)           | Recorde europeu       | Recorde europeu (European)            | DNF                        | Não terminou (Did not finish)             |   |                                      |
| Recorde pessoal      | Recorde pessoal do atleta (Personal best)    | Recorde da Oceania    | Recorde da Oceania (Oceania)          | DSQ / DQ                   | Desclassificado (Disqualified)            |   |                                      |
| Recorde da temporada | Recorde da temporada do atleta (Season best) | Recorde sul-americano | Recorde sul-americano (South America) | NM                         | Sem marca (No mark)                       |   |                                      |